# Richard Lower (Mediziner, 1631)

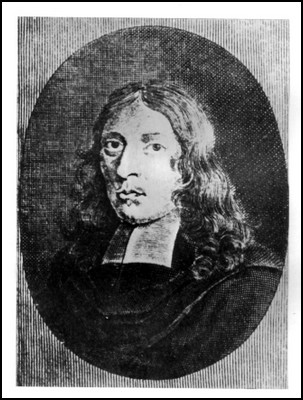
Richard Lower

Richard Lower (* 1631 in Bodmin bei St Tudy, Cornwall; † 17. Januar 1691 in London) war ein englischer Arzt und Physiologe, der sich als einer der ersten Mediziner mit der Frage beschäftigte, ob sich das Blut verschiedener Tiere miteinander verträgt.

## Leben
Lower, geboren im Tremeer House in Nordcornwall, studierte an der Westminster School, an der er John Locke kennenlernte, und an der Universität Oxford (Christ Church College) mit dem Magister-Abschluss (M.A.) 1655 und der Promotion in Medizin (M.D.) 1665. Er war in Oxford Schüler von Thomas Willis, mit dem er physiologische Experimente unternahm und dem er nach London folgte.
Er führte hierzu im Februar 1666 die erste gelungene Bluttransfusion bei zwei Hunden durch. Die Transfusion wurde so lange fortgesetzt bis beim Spenderhund der Tod eintrat, der Empfängerhund soll sich von der Prozedur erholt haben. Im November 1667 demonstrierte er mit Edmund King auch vor der Royal Society an einem Freiwilligen (einem exzentrischen Theologiestudenten namens Arthur Coga) die Transfusion von Blut eines Schafs auf einen Menschen. Man erhoffte sich eine Milderung seines Temperaments durch die Transfusion. Coga überlebte zwar (auch eine zweite Transfusion), in Hinblick auf psychische Veränderungen war sie jedoch ein Fehlschlag. In der Folge wurden solche Experimente auch in Frankreich und Italien durchgeführt, medizinische und theologische Bedenken führten aber zum Verbot in Frankreich.
Er veröffentlichte 1669 seinen Tractatus de Corde, eine Abhandlung über Herz und Lunge, worin er unter anderem zeigte, dass die hellrote Farbe arteriellen Blutes aus Aufnahme von Stoffen der Luft stammt (das Blut veränderte seine Farbe nach Passage durch die Lunge). Er bestätigte experimentell die bereits von Thomas Willis aufgestellte Theorie, dass bei Behinderung des Blutlaufes, sein wässriger Teil aus den Gefäßen austritt, indem er bei einem Hund die Hohlvene (Vena cava) unterband und bei der Obduktion des daran verendeten Hundes in dessen Bauchraum eine große Menge Serum (und somit Aszites) vorfand. Er war der Erste, der den entscheidenden Unterschied venösen und arteriellen Blutes bemerkte. Er studierte auch mit Willis das Nervensystem und untersuchte die Zirkulation von Gehirn- und Rückenmarksflüssigkeit. Dabei widerlegte er unter anderem die zu seiner Zeit gängige Annahme, Sekretionen der Nase stammten aus dem Gehirn.
Am 17. Oktober 1667 wurde er auf Vorschlag von Seth Ward in die Royal Society aufgenommen.
Nach dem Tod von Willis 1675 hatte er immer weniger Zeit für Experimente, da er durch seine Arztpraxis in Anspruch genommen war. Er war unter anderem Leibarzt von Karl II., den er 1685 bei seiner letzten, tödlichen Krankheit behandelte.

## Schriften (Auswahl)
- The method observed in transfusing the blood out of one live animal into another. In: Phil. Transact. Band 1, 1665–1666, S. 353–358.
- An account of the experiment of transfusion, practised upon a man in London. In: Phil. Transact. Band 2, 1667, S. 557–564.
- Tractatus de corde. London 1669.
  - auch in: Daniel le Clerc, I. Jacobus Mangentus (Hrsg.): Bibliotheca anatomica. Band 2. Genf 1685, S. 80–115.
- Englisches Artzney-Büchlein. Gleditsch, Leipzig 1717. Digitalisierte Ausgabe der Universitäts- und Landesbibliothek Düsseldorf
  - Th. 1. Das ist: Des weltberühmten Englischen Medici Hrn. D. Loweri, und unterschiedlicher anderer vortrefflichen englischen Medicorum in Londen, nützliche, bewehrte und viel Jahr lang an vielen Menschen probirte und gut befundene Recepte und Artzney-Mittel. 6. ed. 1717
  - Th. 2. Das ist (1.) Ludovici Cornari Consilio und Mittel über hundert Jahr in vollkommener Gesundheit zu leben. 1717
- Englisches Artzney-Büchlein : d.i.: des weltberühmten englischen Medici Hrn. D. Loweri, und unterschiedlicher anderer vortrefflichen englischen Medicorum in London, nützliche, bewehrte und viel Jahr lang an vielen Menschen probirte und gut befundene Recepte und Artzney-Mittel. – Leipzig : Weidmann, [circa 1730]. Digitalisierte Ausgabe der Universitäts- und Landesbibliothek Düsseldorf